# Dinamo-Manas-SKIF Biszkek
Dinamo-Manas-SKIF Biszkek (kirg. Футбол клубу «Динамо-Манас-СКИФ» Бишкек) – kirgiski klub piłkarski, mający siedzibę w stolicy kraju, mieście Biszkek.

## Historia
Chronologia nazw:
- 1993: Szumkar-SKIF Biszkek (ros. «Шумкар-СКИФ» Бишкек)
- 1995: Szumkar Biszkek (ros. «Шумкар» Бишкек)
- 1996: Szumkar-Dastan Biszkek (ros. «Шумкар-Дастан» Бишкек)
- 2000: Dinamo-Manas-SKIF Biszkek (ros. «Динамо-Манас-СКИФ» Бишкек)
- 200?: klub rozformowano

Piłkarski klub Szumkar-SKIF został założony w miejscowości Biszkek w roku 1993. SKIF - Sportowy Klub Instytutu Fizycznej kultury i większość zawodników klubu stanowiły studenci Kirgiskiego Państwowego Instytutu Kultury Fizycznej i Sportu (KGFKiS). Najpierw zespół występował w rozgrywkach lokalnych. W 1995 zmienił nazwę na Szumkar Biszkek, ale już w następnym roku nazywał się Szumkar-Dastan Biszkek. W 2000 przyjął nazwę Dinamo-Manas-SKIF Biszkek i startował w rozgrywkach Pucharu Kirgistanu, gdzie dotarł do 1/8 finału. Również w 2000 zespół debiutował w rozgrywkach Wyższej Ligi Kirgistanu. W debiutowym sezonie zajął 7.miejsce. Jednak w następnym sezonie z powodów finansowych klub nie zgłosił się do rozgrywek, a po kilku latach został rozformowany.

## Sukcesy

### Trofea międzynarodowe
Nie uczestniczył w rozgrywkach azjatyckich (stan na 31-12-2015).

### Trofea krajowe
| \| \| Zdobyte trofea w rozgrywkach Kirgistanu (stan na: 31-12-2015) \| |                                                               |      |          |
| Rozgrywki                                                              | Osiągnięcie                                                   | Razy | Sezon(y) |
| Mistrzostwo                                                            | I miejsce                                                     | 0    |          |
| Mistrzostwo                                                            | II miejsce                                                    | 0    |          |
| Mistrzostwo                                                            | III miejsce                                                   | 0    |          |
| Mistrzostwo                                                            | 7.miejsce                                                     | 1    | 2000     |
| Puchar                                                                 | zdobywca                                                      | 0    |          |
| Puchar                                                                 | finalista                                                     | 0    |          |
| Puchar                                                                 | 1/8 finału                                                    | 1    | 2000     |
| II liga                                                                | I miejsce                                                     | ?    |          |
| II liga                                                                | II miejsce                                                    | ?    |          |
| II liga                                                                | III miejsce                                                   | ?    |          |
| Kirgistan                                                              | Zdobyte trofea w rozgrywkach Kirgistanu (stan na: 31-12-2015) |      |          |

## Stadion
Klub rozgrywał swoje mecze domowe na stadionie Kirgiskiego Państwowego Instytutu Kultury Fizycznej i Sportu (KGFKiS) w Biszkeku, który może pomieścić 1000 widzów.